# Doug Cowie
Doug Cowie (* 1. Mai 1926 in Aberdeen; † 26. November 2021 in Dundee) war ein schottischer Fußballspieler und -trainer, der vorwiegend in der Abwehr und gelegentlich im Mittelfeld agierte.

## Leben
Cowie stand von 1947 bis 1961 beim FC Dundee unter Vertrag, war lange Zeit Mannschaftskapitän und gilt als einer der besten Spieler in der Vereinsgeschichte der Dees. In der Saison 1948/49 wurde er mit den Dark Blues Vizemeister mit einem Punkt Rückstand auf die Glasgow Rangers, nachdem das letzte Punktspiel gegen den FC Falkirk verloren wurde. Besonders erfolgreich waren die Spielzeiten 1951/52 und 1952/53, in denen der FC Dundee das schottische Pokalfinale des Jahres 1952 erreichte (das 0:4 gegen den FC Motherwell verloren wurde) und zweimal hintereinander den schottischen Ligapokal gewann. Ausgerechnet in der Saison 1961/62, unmittelbar nach seinem Wechsel zu Greenock Morton, gewann der FC Dundee zum einzigen Mal überhaupt den schottischen Meistertitel und stieß im Europapokal der darauffolgenden Saison bis ins Halbfinale vor, wo man gegen den späteren Turniersieger AC Mailand unterlag.
Nach zweijähriger Zugehörigkeit zu Greenock Morton beendete Cowie seine aktive Laufbahn und übernahm in der darauffolgenden Saison 1963/64 den Posten des Cheftrainers bei den Raith Rovers. Anschließend wechselte er in den Trainerstab seines ehemaligen Vereins Greenock Morton, bevor er Talentscout bei Dundee United wurde.
Zwischen 1953 und 1958 absolvierte Cowie insgesamt zwanzig Länderspieleinsätze für die schottische Nationalmannschaft und nahm an zwei Fußball-Weltmeisterschaften teil, in denen er jeweils zwei Spiele bestritt: 1954 gegen Österreich (0:1) und Uruguay (0:7), 1958 gegen Jugoslawien (1:1) und Paraguay (2:3).

## Erfolge
- Schottischer Liga-Pokal: 1952, 1953